# Ian Tarrafeta
Ian Tarrafeta Serrano (* 4. Januar 1999 in Sabadell) ist ein spanischer Handballspieler. Der 1,88 m große mittlere Rückraumspieler spielt seit 2025 für den französischen Erstligisten HBC Nantes und steht zudem im Aufgebot der spanischen Nationalmannschaft.

## Karriere

### Verein
Ian Tarrafeta stammt aus Sabadell, einem Vorort von Barcelona. Bei BM Granollers gab er in der Saison 2016/17 sein Debüt im EHF-Pokal und in der ersten spanischen Liga, der Liga ASOBAL. Zur Saison 2017/18 unterschrieb der Spielmacher seinen ersten Profi-Vertrag. Mit Granollers konnte sich in der Folge als Dritter, Fünfter und Sechster der Liga für den Europapokal qualifizieren.
Ab der Saison 2020/21 spielte er in Frankreich bei Pays d’Aix UC in der Starligue. Mit einem vierten und einem dritten Platz in der französischen Meisterschaft erreichte er mit PAUC die beste Platzierung der Vereinsgeschichte. Nach der Saison 2021/22 wurde Tarrafeta zum besten Rookie der Starligue gewählt. Zur Saison 2025/26 wechselte Tarrafeta innerhalb Frankreichs zu HBC Nantes, wo er einen bis 2029 laufenden Vertrag erhielt.

### Nationalmannschaft
Mit der spanischen Jugendnationalmannschaft, in der er am 8. April 2016 debütierte, belegte Tarrafeta bei der U-18-Europameisterschaft 2016 den 6. Rang, wurde mit 58 Treffern Torschützenkönig und in das All-Star-Team gewählt. Bis August 2017 wurde er in 33 Länderspielen der Jugendauswahl eingesetzt und warf darin 204 Tore.
Sein erstes Spiel mit der spanischen Juniorennationalmannschaft absolvierte Tarrafeta  am 28. Oktober 2017. Er gewann mit der Auswahl bei der U-19-Weltmeisterschaft 2017 die Silbermedaille; in den neun Spielen erzielte er 31 Tore und wurde wieder in das All-Star-Team gewählt. Bis Juli 2019 warf er in 54 Spielen mit den spanischen Junioren 128 Tore.
In der spanischen A-Nationalmannschaft debütierte Tarrafeta am 23. Oktober 2019 gegen Polen beim Vier-Nationen-Turnier in San Juan in Argentinien. Bei der Europameisterschaft 2022 warf er zwölf Tore in sieben Spielen und gewann mit den Iberern die Silbermedaille. Bei den Mittelmeerspielen 2022 errang er mit Spanien die Goldmedaille. An einer Weltmeisterschaft nahm er erstmals im Januar 2023 in Polen und Schweden teil; in seinem ersten Spiel zog er sich eine Rippenverletzung zu. Mit der spanischen Auswahl zur Weltmeisterschaft 2023 gewann er die Bronzemedaille. Mit der spanischen Olympiamannschaft 2024 gewann er auch die Bronzemedaille bei den Olympischen Spielen. Er gehörte zum spanischen Aufgebot zur Weltmeisterschaft 2025 (18. Platz).